# As-Sabitijja
As-Sabitijja (arab. الثابتية) – miejscowość w Syrii, w muhafazie Hims. W 2004 roku liczyła 1946 mieszkańców.